# Лісовий кодекс України
Лісовий кодекс України — законодавчий акт, який регулює правові відносини на території України з метою забезпечення підвищення продуктивності, посилення корисних властивостей, охорони та відтворення лісів, задоволення потреб суспільства та населення в деревині, технічній і лікарській сировині, кормових, харчових продуктах лісу.
У першому розділі «Загальні положення» визначено основні засади правового регулювання лісових відносин, функції та значення лісів, склад лісового фонду України та його земель, загальні засади права власності на ліси і права користування земельними ділянками лісового фонду (в тому числі на правах оренди), компетенцію ВР України, ВР АР Крим, обл. і район, рад у галузі регулювання ліс. відносин.
У другому розділі регулюються питання державного управління і державного контролю у галузі охорони, захисту, використання та відтворення лісів, у тому числі завдань і компетенції державних органів, наділених загальною або спеціальною компетенцією у відповідній сфері.
Третій розділ присвячений питанням організації лісового господарства. Тут викладено основні вимоги до такої організації, правові підстави поділу лісів на групи і виділення захисних земельних ділянок лісового фонду, регламентовано порядок переведення лісових земель у нелісові, встановлено правові вимоги до розміщення, проектування, будівництва і введення у дію підприємств, споруд та інших об'єктів, що впливають на стан і відтворення лісів.